# الساندرو دتوری
الساندرو دتوری (انگلیسی: Alessandro Dettori؛ زادهٔ ۲۶ دسامبر ۱۹۸۹) بازیکن فوتبال اهل ایتالیا است.
از باشگاه‌هایی که در آن بازی کرده‌است می‌توان به باشگاه فوتبال کالیاری اشاره کرد.